# Albert-Einstein-Gymnasium Duisburg
Das Albert-Einstein-Gymnasium (AEG) ist ein Gymnasium im Duisburger Stadtteil Rumeln-Kaldenhausen. Besonders zeichnet sich das AEG durch seinen MINT-Schwerpunkt sowie durch Kooperationen mit den umliegenden Universitäten und lokalen Unternehmen aus. Zurzeit werden 968 Schüler von 78 Lehrern sowie Referendaren unterrichtet. Der Einzugsbereich des AEG umfasst hauptsächlich die Duisburger Stadtteile Rumeln-Kaldenhausen und Rheinhausen sowie den Moerser Stadtteil Vennikel.

## Schulgeschichte
Die Krupp-Werke begannen sich Ende des 19. Jahrhunderts in Rheinhausen niederzulassen. Dadurch fanden viele Bewohner aus Rumeln und Kaldenhausen, zwei im Jahr 1934 vereinigten Dörfern, Arbeit. Durch den Aufschwung von Kohle und Stahl und den Niedergang der Landwirtschaft wurden sehr viele landwirtschaftliche Flächen in Bauland für Eigenheime und Werkwohnungen in Rumeln-Kaldenhausen umgewandelt und die Einwohnerzahl stieg bis 1970 auf rund 15.000 Einwohner an.
Die Gemeindeverwaltung Rumeln-Kaldenhausens hatte jährlich Schwierigkeiten den Kindern, die ein Gymnasium besuchen wollten, einen Platz in den umliegenden Schulen zu verschaffen. Zudem waren die Gymnasien der Nachbarstädte überfüllt und es bestand keine Möglichkeit deren Schulräume zu erweitern. Bei einer Sitzung des Rates der Gemeinde Rumeln-Kaldenhausen am 27. Februar 1969 beschloss man den Bau eines naturwissenschaftlichen Gymnasiums mit neusprachlichem Zweig, wobei sich nur der neusprachliche Schwerpunkt durchsetzen konnte und die Schule erst Mitte der 1990er Jahre naturwissenschaftlich ausgerichtet wurde. Der Bedarf war so groß, dass bereits bei der Planung Anmeldungen vorlagen. Am 7. September 1970 wurden zwei Lehrkräfte angeworben.
Als das erste Schuljahr 1970/1971 begann, war nicht einmal ein Schulgebäude geplant. Deswegen wurden alle Schüler in den Räumen der Marienfeld-Grundschule in Rumeln-Kaldenhausen unterrichtet. Ganz am Anfang wurden nur die Fächer Mathematik, Deutsch, Englisch, Erdkunde, Biologie und Nadelarbeit unterrichtet. Pastoren kamen jede Woche einmal und erteilten Religionsunterricht und am 1. Dezember 1970 wurde der Sportunterricht eingeführt. Im Schuljahr 1973/1974 baute die Gemeinde ein neues Gebäude für Schüler mit Förderbedarf, sodass die Gymnasiasten in das dadurch freigewordene, ehemalige Förderschulgebäude einziehen konnten.
Seit Ende 1973 suchte man einen Namen für die neue Schule, bis schließlich der Name Albert-Einstein-Gymnasium von der Schule gewählt und im Februar 1974 in einer Sitzung des Schulverbandes festgelegt wurde. Am 6. Mai 1974 wurde der Grundstein für das heutige Schulgebäude gelegt. Das Gebäude wurde nicht, wie eigentlich geplant, am 1. August 1975 fertiggestellt, sondern konnte erst nach den Weihnachtsferien 1975/76 bezogen werden.
Das erste Abitur wurde am Ende des Schuljahres 1978/79 geschrieben und von allen 28 Schülern erfolgreich abgelegt.

## Schulleben

### Schülervertretung
Die Schülervertretung (SV) nimmt an Schulkonferenzen teil und vertritt die Schülerschaft. Sie wird jährlich von den Klassen- und Stufensprechern aller Jahrgänge gewählt. Alle Schüler können sich jederzeit an die SV wenden. Besonders ist, dass am AEG eine Doppelspitze existiert. Somit gibt es zwei Schülersprecher und zwei Vertreter.
Die SV plante und organisierte in der Vergangenheit unterschiedliche Veranstaltungen wie einen Sponsorenlauf, bei dem die Hälfte des Geldes an das Bertha Krankenhaus in Duisburg gespendet wurde, Karnevals- und Halloweenpartys sowie (zusammen mit der Q2) das 2017 zum zweiten Mal veranstaltete Lehrer-Schüler-Duell. Hierbei kam die gesamte Schule in der Turnhalle zusammen und schaut einigen Schülern sowie Lehrern beim Kampf um den Pokal zu. Das Lehrer-Schüler-Duell wurde seit 2017 allerdings wegen den Brandschutzauflagen nicht mehr ausgeführt. Des Weiteren organisiert die SV jedes Jahr neue Aktionen, darunter den Verkauf von T-Shirts mit dem Schullogo oder auch eine Maskensammelaktion, wo weit über 1.000 Stoffmasken für bedürftige Menschen zusammenkamen.

### Schüler helfen Schülern
Die Schule bietet den von Schülern selbst organisierte Nachhilfe an. Schüler der höheren Jahrgänge geben den Jüngeren nach Verrichtung eines kleinen Entgeltes Nachhilfe.

### Sprache
Das AEG bietet den Schülern ein umfangreiches Angebot mit sprachlichen Schwerpunkt.
Im achten Schuljahr haben diejenigen, die in der sechsten Klasse Latein gewählt haben, die Möglichkeit, Französisch dazuzuwählen. Außerdem können die Schüler zur EF Italienisch wählen.
Die Schule ermöglicht den Erwerb von Sprachzertifikaten. Schüler der Klassen 9-Q1 können die Cambridge-Zertifikate (PET, FCE und CAE) absolvieren, die Schüler des Fachs Französisch die DELF-Zertifikate und die Schüler des Fachs Italienisch die CELI-Zertifikate.

### Besondere Fächer
Im siebten und neunten Schuljahr können die Schüler die Fächer Erdkunde und Biologie bilingual wählen. Für das neunte und zehnte Schuljahr können sich die Schüler im Rahmen des Wahlpflichtunterrichts zwischen folgenden Schulfächern entscheiden:
- Darstellen und Gestalten (DuG)
- Biologie-Chemie (Bi-Ch)
- Informatik/Technik (Info-Tech)
- Politik/Wirtschaft
- Französisch
- Italienisch

#### Projektkurs
Im zwölften Schuljahr (Q1) können die Schüler an einem Projektkurs teilnehmen. Dieser Kurs wird benotet und ersetzt die Facharbeit, welche im zweiten Halbjahr der Q1 verfasst werden muss. Derzeit werden folgende Projektkurse angeboten:
- Theater-Projektkurs
- „EUropa“-Projektkurs
- Astronomie-Projektkurs

### Ehemaliger Schüleraustausch
Das Albert-Einstein-Gymnasium unterhält Schulpartnerschaften mit zwei Schulen in Italien und Litauen. Die Ziele hinter den Partnerschaften sind die Vertiefung sowie das Kennenlernen von anderen Sprachen und Kulturen. Außerdem sollen die Austausche die Weltoffenheit der Schüler und den Frieden zwischen den Ländern fördern.
Die Idee eines Schüleraustausches mit dem Land Litauen kam im Jahre 1989 von der damaligen Russischlehrkraft. Gefördert wurde diese Idee vor allem von der positiven Rückmeldung des damals noch aktiven Austausches mit der französischen Stadt Calais und der kurz zuvor geschlossenen Städtepartnerschaft zwischen Duisburg und der litauischen Hauptstadt Vilnius. Jedoch stellte sich die Verwirklichung dieser Idee als sehr problematisch heraus, da die beiden Städte durch eine Distanz von etwa 1500 km getrennt sind und weil Litauen zu dieser Zeit noch ein Teil der Sowjetunion war. Trotz aller Schwierigkeiten fand der erste Schüleraustausch im Jahr 1991 statt.
In der letzten Zeit von 2017 bis 2022 wurden viele der Austauschpartner aufgegeben und viele dieser Austausche können somit nicht mehr stattfinden. Für das Fach Italienisch wird jedoch teilweise eine Kursfahrt nach Italien als Ersatz angeboten.

### Herbstakademie
Jedes Jahr in den Herbstferien findet am AEG die Herbstakademie statt. Dort können Schüler der umliegenden Grundschulen für die Dauer von drei Tagen Experimente in den Bereichen Biologie, Chemie und Physik durchführen. Dabei helfen ihnen Schüler der Oberstufe sowie Lehrer. Zusätzlich bieten Mitarbeiter des Konzerns ArcelorMittal sowie Wissenschaftler von Universitäten Vorträge zu naturwissenschaftlichen Themen, wie Erde, Feuer, Wasser, Luft und Sinnen an. Am Ende der drei Tage gibt es eine Physik-Show. Außerdem ist ArcelorMittal Hauptsponsor der Schule.

### Arbeitsgemeinschaften
Am Albert-Einstein-Gymnasium gibt um die 20 Arbeitsgemeinschaften. Diese sind überwiegend sportlich, sprachlich, sozial- und naturwissenschaftlich orientiert.
Bühnentechnik AG
Die Bühnentechnik AG ist verantwortlich für jede Veranstaltung die in der Schule abgehalten wird. Die Teilnehmenden planen die Technik und arbeiten mit 10 Schülern an der Planung. Darunter waren sie auch an der Planung der „Schule der Filmbildung NRW“ beteiligt. 

#### Ehemalige Schülerzeitung
Die Schülerzeitung „relativ²“ erschien seit 2010 halbjährlich. Jede Ausgabe widmete sich speziell einem besonderen Schwerpunktthema, darüber hinaus gab es aber auch Beiträge aus dem Alltag der Schule oder dem täglichen Leben. Die Hauptarbeit lag bei der zwölfköpfigen Redaktion, die sich um die regelmäßigen Artikel kümmerte. Schüler, die nicht Teil der Redaktion waren, konnten aber auch Gastbeiträge einreichen. Die Schülerzeitung hat 2018 Jahr zum 2. Mal den dritten Platz beim Schülerzeitungswettbewerb der Sparkasse auf Stadtebene erreicht. 2019 belegte sie den 4. Platz. Die Schülerzeitung erschien im Frühjahr 2020 zum letzten Mal. Diese Arbeitsgemeinschaft wurde im Schuljahr 2019/20 aufgrund des sinkenden Interesses eingestellt. Jedoch erschien im Jahr 2020 noch eine letzte Festschrift, zum 50. Jubiläum der Schule.

#### Schulsanitätsdienst
Der Schulsanitätsdienst, abgekürzt auch SSD, kümmert sich in Pausen und Veranstaltungen, wie bei der Halloweenparty, um Verletzungen der Schüler. In den Pausen sind zwei Schüler im Raum, welcher sich direkt neben der Cafeteria befindet (Raum 39) und zwei Schüler draußen auf dem Schulhof, welche aufpassen, dass sich niemand verletzt. Sollte sich jemand verletzt haben, sind diese Ansprechpartner. Beim Schulsanitätsdienst sind Schüler tätig, welche ab der 7. Klasse erfolgreich eine Erste-Hilfe Ausbildung bestanden haben. Diese Ausbildung wird vom JRK gespendet. Sollte sich jemand schwerer Verletzt haben, verweisen die Erst-Helfer zum Arzt oder verständigen über das Sekretariat die Eltern oder Rettungskräfte.

#### Sporthelfer
Die Sporthelfer werden an der Schule ausgebildet und bekommen nach der bestandenen Prüfung ein Zertifikat und T-Shirts. Man kann sich auch als Gruppenleiter und Übungsleiter weiterbilden. Seit Neuestem kann man den Übungsleiterschein C am Gymnasium erwerben. Sie organisieren das Sportfest der Schule und können als Schiedsrichter daran teilnehmen. Außerdem können die Sporthelfer zu zweit eine AG gründen und leiten. Als Gruppenleiter kann man bei großen Veranstaltungen ein Schiedsrichter sein und somit mehr Verantwortung übernehmen. Der Übungsleiter kann eine AG alleine leiten.

#### Politik – U18-Wahlen
Die Schülervertretung veranstaltet seit 2019 zu bestimmten Anlässen U18-Wahlen, um Kinder und Jugendliche mit Politik vertraut zu machen. Solche Wahlen fanden bisher drei Mal statt, darunter 2019 zur Europawahl und 2021 zur Bundestagswahl. 2021 stand die Wahl unter dem Motto „Auch DU hast eine Wahl!“ und war erfolgreich. Von den knapp 900 Schüler haben 751 Kinder und Jugendliche ihre Stimme abgegeben und ihren politischen Standpunkt gezeigt. Zwar haben diese Wahlen keinen Einfluss auf die endgültige Wahl, allerdings wurden die Kinder und Jugendliche mit den Wahlgängen und mit den Parteien auseinandergesetzt, dies nicht nur durch Plakate, sondern ebenso während des Unterrichts.

## Einsteintag
Der Einsteintag (Tag der offenen Tür) findet jährlich im Januar statt. Hauptsächlich wendet er sich an die Grundschüler im 4. Schuljahr und ihre Eltern, welche sich erste Eindrücke von der Schule verschaffen können. Sie können zum Beispiel in den naturwissenschaftlichen Räumlichkeiten Experimente durchführen, in den Kunsträumen des Ateliers basteln oder im Italienischraum Obst einkaufen. Des Weiteren können die Gäste durch die Führung eines Oberstufenschülers oder einer Lehrkraft die Schule erkunden.

## Auszeichnungen
Das Albert-Einstein-Gymnasium (AEG) bekam in der Vergangenheit bereits mehrere Auszeichnungen:
- die Auszeichnung MINT freundliche Schule
- Digitale Schule
- die Auszeichnung Schule der Zukunft
- die Auszeichnung Schule ohne Rassismus – Schule mit Courage
- als erste Schule in NRW „Schule der Filmbildung NRW“ durch Film und Schule NRW[32]